# Стівенс (округ, Джорджія)
Шаблон:StateAbbr_ 34°34′ пн. ш. 83°17′ зх. д. / 34.56° пн. ш. 83.29° зх. д.
Округ Стівенс (англ. Stephens County) — округ (графство) у штаті Джорджія, США. Ідентифікатор округу 13257.

## Історія
Округ утворений 1905 року.

## Демографія
За даними перепису 
2000 року 
загальне населення округу становило 25435 осіб, зокрема міського населення було 10089, а сільського — 15346.
Серед мешканців округу чоловіків було 12214, а жінок — 13221. В окрузі було 9951 домогосподарство, 7070 родин, які мешкали в 11652 будинках.
Середній розмір родини становив 2,94.
Віковий розподіл населення поданий у таблиці:
| Стать    | До 15 років | 15-21 | 22-29 | 30-39 | 40-49 | 50-65 | 65-85 | Понад 85 |
| -------- | ----------- | ----- | ----- | ----- | ----- | ----- | ----- | -------- |
| Чоловіки | 2632        | 1270  | 1302  | 1681  | 1715  | 2061  | 1432  | 121      |
| Жінки    | 2398        | 1380  | 1257  | 1677  | 1851  | 2240  | 2074  | 344      |

## Суміжні округи
- Оконі, Південна Кароліна — північ
- Франклін — південь
- Бенкс — південний захід
- Гейбершем — захід

## Виноски
1. ↑  U.S. Decennial Census. United States Census Bureau. Процитовано 26 червня 2014.
2. ↑  Historical Census Browser. University of Virginia Library. Архів оригіналу за 11 серпня 2012. Процитовано 26 червня 2014.
3. ↑  Population of Counties by Decennial Census: 1900 to 1990. United States Census Bureau. Процитовано 26 червня 2014.
4. ↑  Census 2000 PHC-T-4. Ranking Tables for Counties: 1990 and 2000 (PDF). United States Census Bureau. Процитовано 26 червня 2014.
5. ↑  State & County QuickFacts. United States Census Bureau. Архів оригіналу за 7 червня 2011. Процитовано 18 лютого 2014. [Архівовано 2011-06-07 у Wayback Machine.](англ.) Наведено за англійською вікіпедією.
6. ↑  American FactFinder. Бюро перепису населення США. Архів оригіналу за 26 лютого 2012. Процитовано 31 січня 2008. [Архівовано 2008-05-21 у Wayback Machine.]

| США | Це незавершена стаття з географії США. Ви можете допомогти проєкту, виправивши або дописавши її. |